# John Q
John Q és una pel·lícula dràmatica estatunidenca del 2002 basada en fets reals dirigida per Nick Cassavetes i protagonitzada per Denzel Washington.

## Argument
Un dia en John Q (Denzel Washington) i la seva dona Denise van a veure jugar el seu fill Michael en un partit de beisbol. Enmig del partit en Michael, que té 9 anys, cau a terra. Ràpidament, en John i la Denise el porten a l'hospital, on l'atenen, però demanen a en John que ompli un formulari on se li demana que descrigui quina cobertura mèdica té.
L'hospital informa als pares que el nen té una insuficiència cardíaca, que empitjora de mica en mica. La solució és un trasplantament de cor o simplement cures pal·liatives. És llavors quan la direcció de l'hospital informa als pares que realitzar l'operació costaria uns 250.000 $ i que sense aquests diners no es podria dur a terme l'operació. A més els diuen que només per posar el nen a la llista d'espera de donants d'òrgans en necessiten el 30%, és a dir, 75.000 $.
En John consulta la seva assegurança mèdica perquè li aprovin les despeses del trasplantament, però li comuniquen que l'assegurança es canvià a una de més barata.
Després de diversos intents de reunir la major quantitat de diners possible, la família comença a desesperar-se. La Denise diu a en John que faci el que calgui per salvar el seu fill.
Desesperat ja totalment, en John decideix segrestar l'hospital i amb ell, diverses persones. Entre els segrestats, hi havia una dona amb un nadó, un ferit d'un tret, un matrimoni amb una dona a punt de tenir un nadó, un home amb una ferida a la mà i una parella de metges joves, un d'ells cap de cirurgia. Finalment, arriba la policia a l'hospital.

## Repartiment
- Denzel Washington: John Quincy Archibald
- Kimberly Elise: Denise Archibald
- Daniel E. Smith: Michael "Mike" Archibald
- James Woods: Dr. Raymond Turner
- Anne Heche: Rebecca Payne
- Robert Duvall: Tinent Frank Grimes
- Ray Liotta: Cap Gus Monroe
- Shawn Hatosy: Mitch Quigley
- Heather Wahlquist: Julie Byrd
- David Thornton: Jimmy Palumbo
- Laura Harring: Gina Palumbo
- Troy Beyer: Miriam Smith
- Kevin Connolly: Steve Maguire
- Troy Winbush: Steve Smith
- Vanessa Branch: infermera
- Eddie Griffin: Lester Matthews
- Martha Chaves: Rosa Gonzales
- Larissa Laskin: Dr. Ellen Klein
- Ethan Suplee: Max Conlin
- Obba Babatundé: Sergent Moody
- Paul Johansson: Tuck Lampley
- Dina Waters: Debby Utley
- Keram Malicki-Sánchez: Freddy B.